# 1883
1883 (MDCCCLXXXIII) byl rok, který dle gregoriánského kalendáře započal pondělím.

## Události

### Česko
- 1. července – V Praze je vydán pod názvem „Abecední seznam dosud ohlášených P.T. abonentů pro ústřední síť telefonickou“ první telefonní seznam.
- 17. září – V Praze založeno Císařsko-královské reálné gymnasium na Smíchově, později přejmenováno na Gymnázium Na Zatlance
- 18. listopadu – v Praze znovuotevřeno Národní divadlo
- 22. listopadu – Emil Holub vyplul na svou druhou cestu do jižní Afriky

### Svět

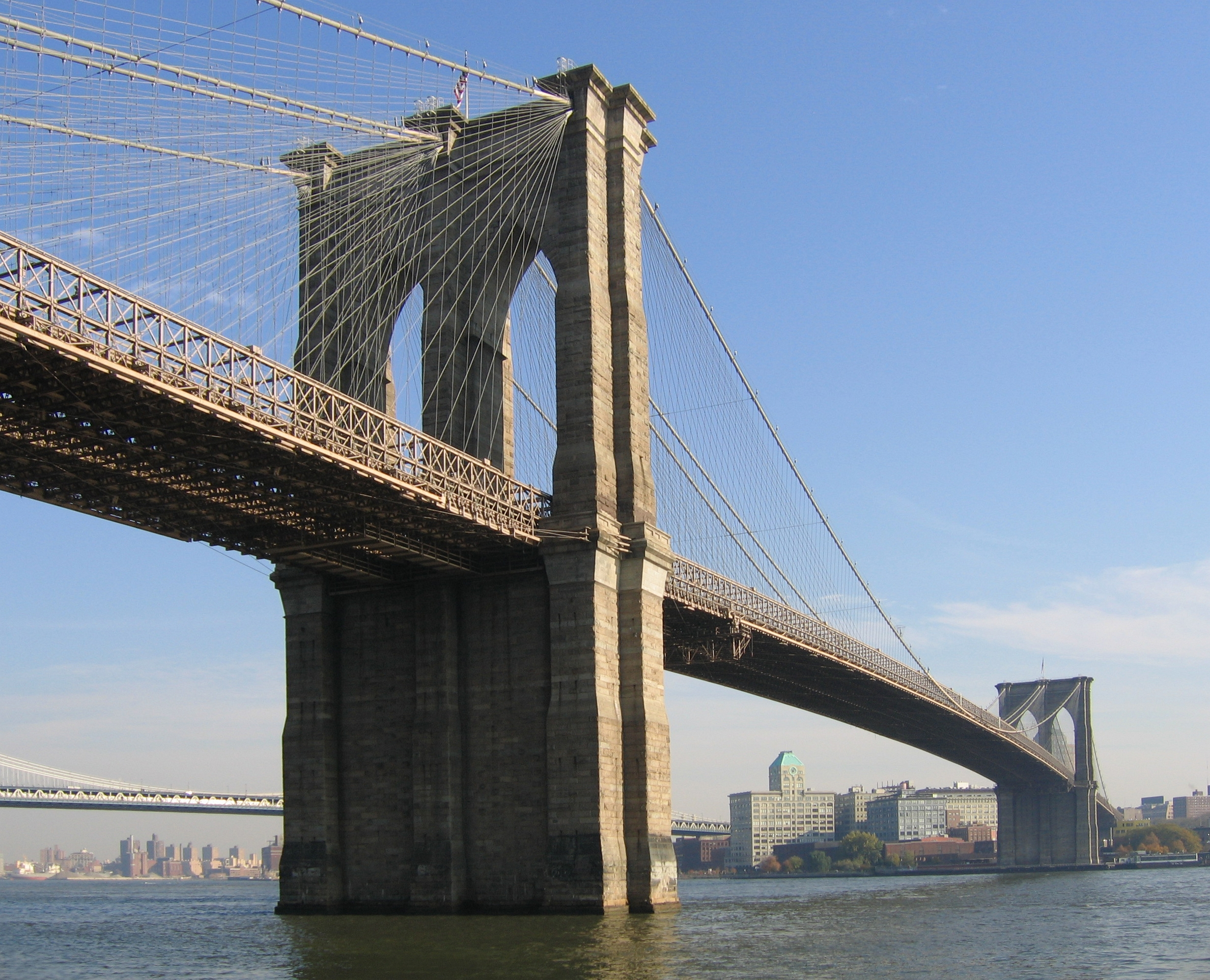
Brooklynský most

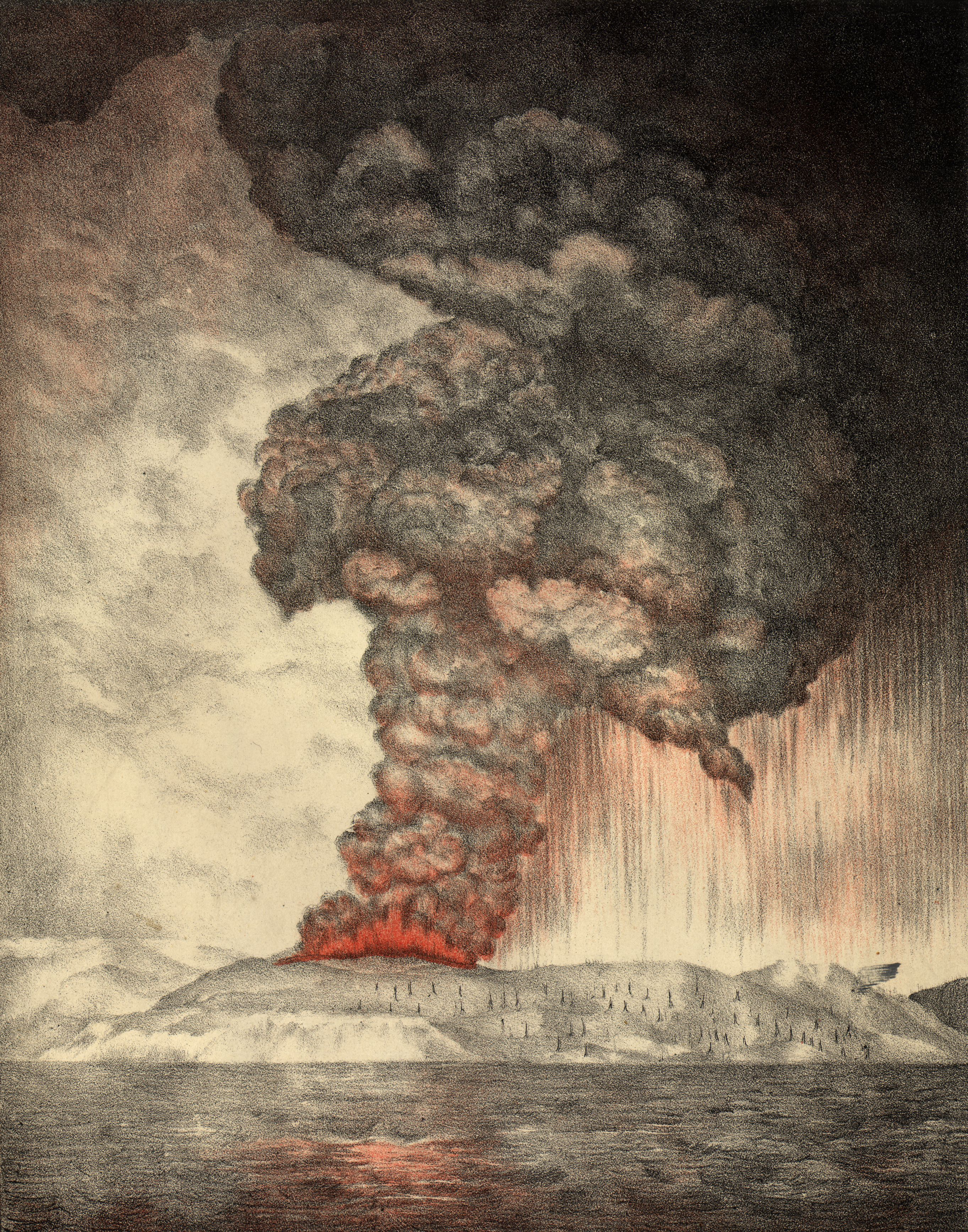
Erupce sopky Krakatoa

- 16. ledna – V Cařihradu založena Marmarská univerzita, jedna z nejstarších tureckých univerzit
- 20. května, 19. června, 24. srpna – mohutné výbuchy sopky na ostrově Krakatoa v Indonésii, završené 27. srpna mohutnou explozí, která zničila celý ostrov, vyvolala čtyři obrovské vlny tsunami a ovlivnila na pět let klima na celé zeměkouli
- 24. května – V New Yorku byl otevřen Brooklynský most
- 5. června – Z pařížského nádraží Gare de l'Est vyjel první vlak Orient expres
- 21. července – V Paříži založena organizace Alliance française
- 12. srpna – V amsterodamské ZOO zahynula poslední Zebra kvaga
- 27. srpna – Mohutná erupce sopky Krakatoa vzedmula 46m vlnu tsunami, jež na ostrovech Jáva a Sumatra usmrtila přes 36 tisíc lidí. Výbuch ovlivnil globální klima.
- 20. října – Mírovou smlouvou v Ancónu byla ukončena Druhá tichomořská válka mezi Chile a Peru
- 30. října – Rakousko-rumunská aliance
- 14. listopadu – Robert Louis Stevenson poprvé vydal knižně Ostrov pokladů (jako seriál vyšel román v tisku již v letech 1881–1882).
- Založena Cardiff University
- Ve Francii vznikla automobilka De Dion-Bouton
- Britský architekt Josiah Conder postavil v Tokiu dvoupatrovou budovu Rokumeikan ve stylu francouzské renesance
- Katalánský architekt Antoni Gaudí se ujal výstavby chrámu Sagrada Família v Barceloně

### Probíhající události
- 1879–1884 – Druhá tichomořská válka
- 1881–1899 – Mahdího povstání

## Vědy a umění
- 18. listopadu
  - Po požáru bylo znovu otevřeno Národní divadlo v Praze Smetanovou Libuší.
  - Premiéra Husitské předehry op.67 Antonína Dvořáka
- 2. prosince – Premiéra Symfonie č.3 F-dur op.90 Johannese Brahmse, první provedení ve Wiesbadenu dirigoval Hans Richter
- byl objeven Edisonův jev, jenž je základem elektronky
- léto 1883 – Nikola Tesla zkonstruoval první motor na střídavý proud

## Knihy
- Carlo Collodi – Pinocchiova dobrodružství
- Svatopluk Čech – Lešetínský kovář
- Jan Neruda – Balady a romance
- Jan Neruda – Prosté motivy
- Robert Louis Stevenson – Ostrov pokladů
- Jules Verne – Tvrdohlavý Turek

## Narození
Automatický abecedně řazený seznam viz Kategorie:Narození v roce 1883

### Česko
- 06. ledna

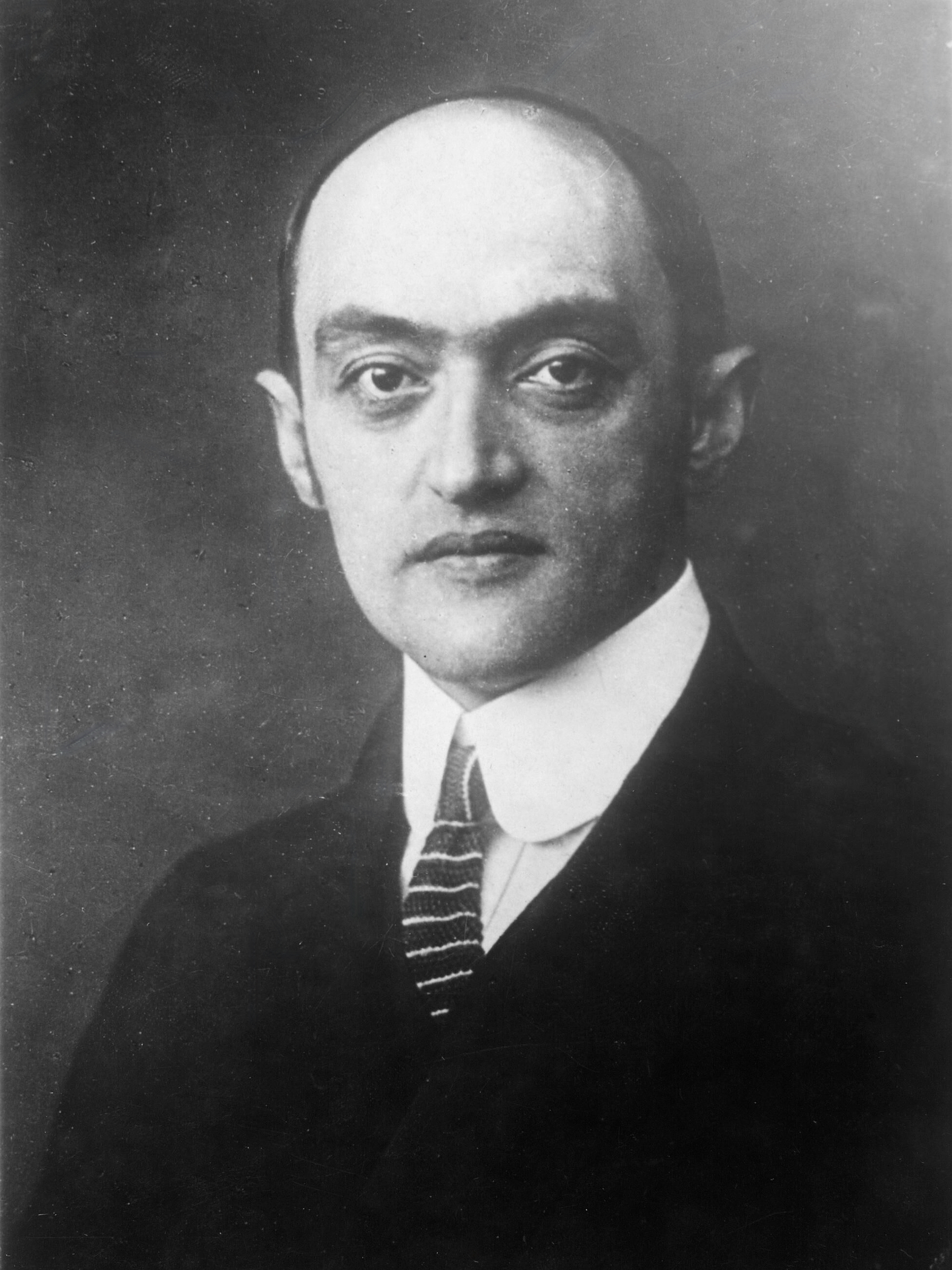
Josef Alois Schumpeter (* 8. února)

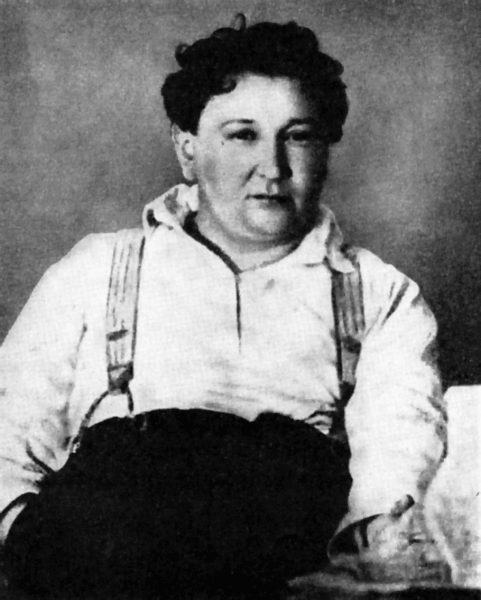
Jaroslav Hašek (* 30. dubna)

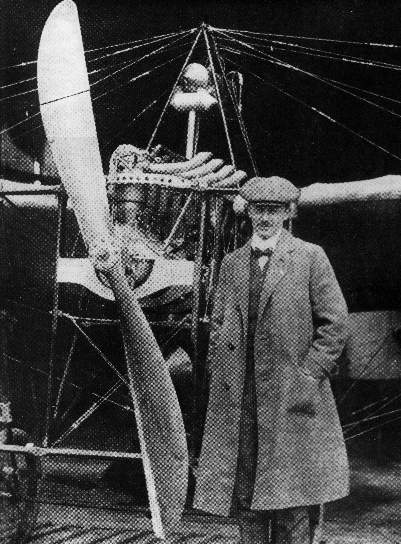
Jan Kašpar (* 20. května)

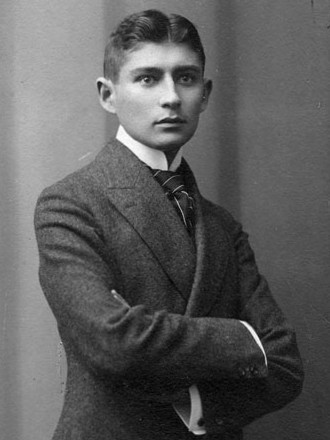
Franz Kafka (* 3. července)

  - Emil Bobek, politik německé národnosti († 3. prosince 1945)
  - Mikuláš Antonín Číla, malíř, legionář a brigádní generál († 31. května 1983)
- 07. ledna – Antonín Hasal, armádní generál a ministr († 22. dubna 1960)
- 18. ledna – Vít Skála, malíř, scénograf a režizér († 28. července 1967)
- 19. ledna – Františka Kolářová-Vlčková, spisovatelka († 16. února 1956)
- 21. ledna – Oskar Baum, český německy píšící spisovatel († 1. března 1941)
- 22. ledna – Vincenc Beneš, malíř († 27. března 1979)
- 04. února – Miloš Marten, spisovatel, literární a výtvarný kritik a překladatel († 23. července 1917)
- 08. února – Josef Alois Schumpeter, ekonom, ministr financí Rakouska († 8. ledna 1950)
- 09. února – Josef Pilnáček, historik a genealog († 21. února 1952)
- 22. února – Jaroslav Kocian, houslový virtuos, hudební skladatel a pedagog († 8. března 1950)
- 01. března – Jaroslav Kovář starší, architekt († 24. května 1961)
- 03. března – František Drtikol, fotograf († 13. ledna 1961)
- 06. března – Jindřich Seidl, hudební skladatel († 3. září 1945)
- 14. března – Otakar Nejedlý, malíř († 17. června 1957)
- 16. března – Josef Šimánek, spisovatel († 16. listopadu 1959)
- 20. března – Jaroslav Rijaček, malíř a autor poštovních známek († ?)
- 27. března – Jan Kunc, hudební skladatel a pedagog († 11. září 1976)
- 31. března – František Lašek, divadelní a filmový herec († 13. března 1957)
- 03. dubna – Emanuel Šimek, archeolog († 16. června 1963)
- 05. dubna – Josef Schránil, archeolog († 20. března 1940)
- 07. dubna – Rudolf Richter, atlet-chodec, cyklista, sportovní funkcionář († 15. ledna 1962)
- 14. dubna – Marie Křivánková, česká designérka šperku († 27. září 1936)
- 28. dubna – Jan Dostálek, politik, ministr († 21. března 1955)
- 30. dubna – Jaroslav Hašek, spisovatel († 3. ledna 1923)
- 08. května – Josef Waltner, herec a kabaretiér († 14. února 1961)
- 12. května – Jindřich Trnobranský, politik († 9. října 1945)
- 20. května
  - Otokar Fischer, divadelní kritik, teoretik a historik, překladatel, dramaturg, básník a dramatik († 12. března 1938)
  - Jan Kašpar, průkopník české aviatiky († 2. března 1927)
- 23. května – Jindřich Feld starší, houslista, hudební pedagog a skladatel († 5. října 1953)
- 27. května – Emil Utitz, filozof, estetik a psycholog († 2. listopadu 1956)
- 28. května – Václav Talich, dirigent († 16. března 1961)
- 31. května – Bohuš Lauda, český sochař († říjen 1918)
- 06. června – Alois Špalek, architekt († 10. ledna 1940)
- 17. června – Josef Kotek, novinář, příslušník prvního odboje († 23. prosince 1914)
- 29. června – Rudolf Růžička, tvůrce písma, typograf a malíř († ? 1978)
- 03. července – Franz Kafka, pražský, německy píšící spisovatel († 3. června 1924)
- 19. července – Josef Jiří Švec, plukovník legií v Rusku († 25. října 1918)
- 21. července – Josef Richard Marek, grafik, překladatel a spisovatel († 19. června 1951)
- 09. srpna – Václav Vojtíšek, historik a archivář († 22. srpna 1974)
- 21. srpna – František Hodáč, politik, ekonom, otec herečky Nataši Gollové († 10. května 1943)
- 23. srpna – František Havel, legionář, brigádní generál († 20. dubna 1958)
- 26. srpna – Bartoloměj Kutal, děkan olomoucké teologické fakulty († 20. června 1964)
- 27. srpna – Josef Baudiš, keltista a indoevropeista († 4. května 1933)
- 04. září – Emil Hula, publicista a sběratel lidových písní († 17. března 1942)
- 05. září – Oskar Pollak, historik umění († 11. června 1915)
- 07. září – Gustav Heidler, politik a poslanec († 30. května 1930)
- 21. září – Karel Guth, archeolog a historik umění († 30. října 1943)
- 27. září – Jaroslav Helfert, muzeolog († 14. září 1972)
- 28. září – Katy Kaclová-Vališová, herečka z období němého filmu († 15. dubna 1971)
- 02. října
  - Rudolf Kauschka, turista, horolezec a spisovatel německé národnosti († 2. dubna 1960)
  - Ludvík Vrána, římskokatolický kněz, literát, překladatel († 1969)
- 10. října – Jan Konůpek, grafik a malíř († 13. března 1950)
- 22. října – Otakar Kubín, malíř, sochař a grafik († 7. října 1969)
- 24. října
  - Jiří Brdlík, pediatr († 6. července 1965)
  - Alois Dvorský, herec, komik († 10. října 1966)
- 27. října – František Xaver Boštík, básník, spisovatel a fotograf († 12. února 1964)
- 28. října – Sergej Vojcechovský, legionář a generál ruského původu († 7. dubna 1951)
- 04. listopadu – Karel Vik, malíř († 8. října 1964)
- 05. listopadu – Emerich Rath, sportovec německé národnosti († 21. prosince 1962)
- 09. listopadu – Julian Stříbrný, československý legionář († 16. července 1943)
- 10. listopadu – Bedřich Antonín Wiedermann, varhanní virtuos, hudební pedagog a skladatel († 5. listopadu 1951)
- 12. listopadu – Stanislav Feikl, malíř († 7. ledna 1933)
- 13. listopadu – Stanislav Lom, dramatik, spisovatel a kritik († 15. listopadu 1967)
- 14. listopadu – Josef Volman, podnikatel a mecenáš († 16. dubna 1943)
- 14. prosince – Karl Kreibich, politik německé národnosti († 2. srpna 1966)
- 16. prosince – Richard Sicha, účastník 1. odboje, redaktor, organizátor spolků († 1963)
- 19. prosince – František Uhlíř, herec, režisér a divadelní ředitel († 17. května 1926)
- 20. prosince – Otakar Hřímalý, hudební skladatel a pedagog († 10. července 1945)
- 21. prosince – Josef Dvořák, malíř a tkadlec († 16. prosince 1967)
- 25. prosince – Fran Lhotka, chorvatský hudební skladatel českého původu († 26. ledna 1962)
- 29. prosince
  - Milan Svoboda, divadelní režisér, pedagog a překladatel († 27. dubna 1948)
  - Jaroslav Stuka, sbormistr, hudební skladatel a pedagog († 22. února 1968)
- 0? – František Fechtner, preparátor Botanického ústavu, mykolog († 1967)

### Svět

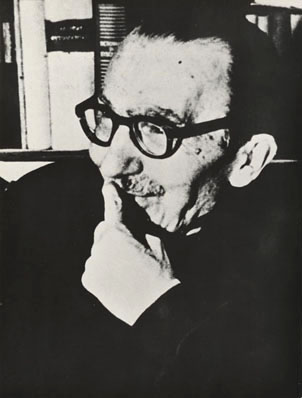
Nikos Kazantzakis (1883–1957) (* 2. března)

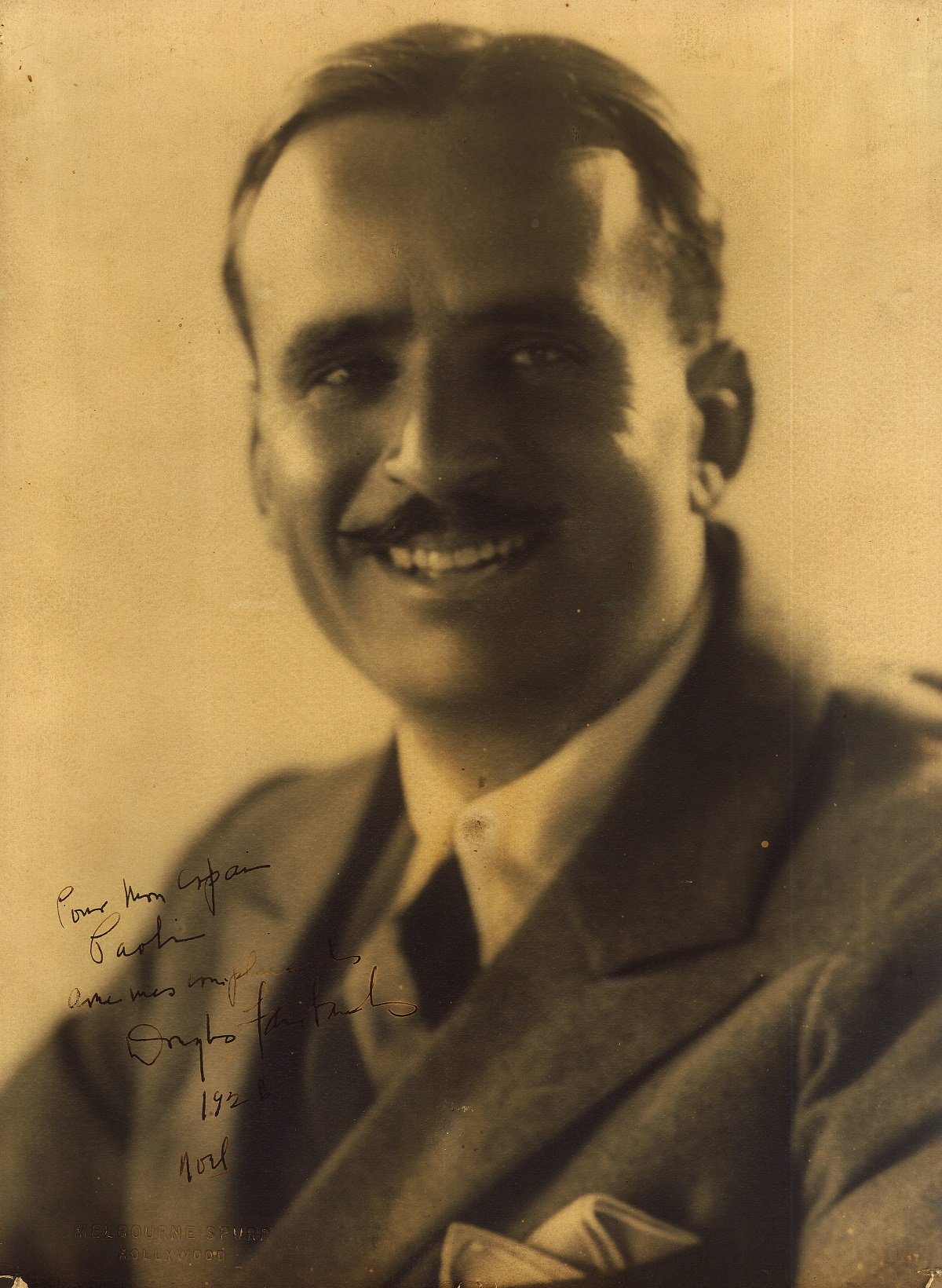
Douglas Fairbanks (* 23. května)

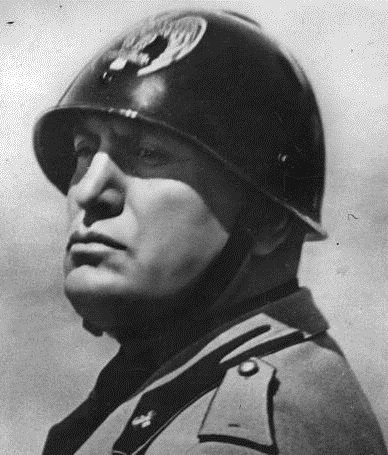
Benito Mussolini (* 29. července)

- 1. ledna – Ičiró Hatojama, premiér Japonska († 7. března 1959)
- 3. ledna – Clement Attlee, britský premiér († 8. října 1967)
- 5. ledna – Döme Sztójay, maďarský generál a politik srbského původu († 22. srpna 1946)
- 6. ledna – Chalíl Džibrán, libanonský malíř, básník a spisovatel († 10. dubna 1931)
- 10. ledna – Alexej Nikolajevič Tolstoj, ruský spisovatel, sběratel lidových pohádek a politik († 23. února 1945)
- . ledna – Lozang Thubtän Čhökji, 9. tibetský pančhenlama († 1. prosince 1937)
- 14. ledna
  - Nina Ricci, italská módní návrhářka († 30. listopadu 1970)
  - Sima Pandurović, srbský básník († 27. června 1960)
- 19. ledna – Hermann Abendroth, německý dirigent († 29. května 1956)
- 21. ledna – Olav Aukrust, norský básník († 3. listopadu 1929)
- 23. ledna – Adolf II. ze Schaumburg-Lippe, posledním kníže německého knížectví Schaumburg-Lippe († 26. března 1936)
- 26. ledna – Maksim Gaspari, slovinský malíř († 14. listopadu 1980)
- 27. ledna – Gottfried Feder, německý nacistický ekonomický teoretik († 24. září 1941)
- 29. ledna – Michael Stroukoff, americký letecký konstruktér ruské národnosti († 22. prosince 1973)
- 31. ledna – Emil Voigt, britský olympijský vítězv běhu na 5 mil († 16. října 1973)
- 3. února – Raffaele Pettazzoni, italský religionista, etnolog a historik náboženství († 8. prosince 1959)
- 4. února
  - George Bell, biskup z Chichesteru, ekumenista, politik († 3. října 1958)
  - Viktor Emil von Gebsattel, německý lékař, psycholog, personalistický filozof a spisovatel († 22. března 1976)
- 6. února – Dmitrij Grigorovič, sovětský letecký konstruktér († 26. července 1938)
- 15. února – Fritz Gerlich, německý novinář a historik († 30. června 1934)
- 18. února – Nikos Kazantzakis, řecký spisovatel († 26. října 1957)
- 23. února – Karl Jaspers, německý psychiatr a filozof († 26. února 1969)
- 24. února – Amleto Giovanni Cicognani, italský kardinál a státní sekretář († 17. prosince 1973)
- 27. února – Sebastiano Visconti Prasca, italský generál († 25. února 1961)
- 6. března – Vilho Petter Nenonen, finský generál († 17. února 1960)
- 9. března
  - Vladimir Antonov-Ovsejenko, sovětský bolševický vůdce a diplomat († 10. února 1939)
  - Gregorij Rožman, lublaňský biskup († 16. listopadu 1959)
- 13. března
  - Mehmed Spaho, bosenský politik, předseda první muslimské politické strany († 29. června 1939)
  - Enrico Toselli, italský klavírista a skladatel († 15. ledna 1926)
- 18. března – Vincenzo Florio, italský podnikatel, automobilový závodník, zakladatel závodu Targa Florio († 6. ledna 1959)
- 19. března
  - Walter Haworth, britský chemik, Nobelova cena za chemii († 19. března 1950)
  - Joseph Stilwell, velitelem americké armády za první i druhé světové války († 12. října 1946)
- 27. března – Marie Underová, estonská básnířka († 25. září 1980)
- 7. dubna – Gino Severini, italský malíř († 26. února 1966)
- 9. dubna – Ivan Iljin, ruský filozof, náboženský myslitel a publicista († 21. prosince 1954)
- 12. dubna
  - Imogen Cunninghamová, americká fotografka († 24. června 1976)
  - Clarence Irving Lewis, americký filozof a logik († 3. února 1964)
- 13. dubna – Děmjan Bědnyj, sovětský spisovatel († 25. května 1945)
- 16. dubna – Vladimir Oskarovič Kappel, ruský vojenský velitel († 26. ledna 1920)
- 19. dubna – Richard von Mises, rakouský matematik a fyzik († 14. července 1953)
- 5. května – Archibald Wavell, britský polní maršál († 24. května 1950)
- 9. května – José Ortega y Gasset, španělský filozof, sociolog a esejista († 18. října 1955)
- 13. května – Georgios Papanikolaou, řecko-americký lékař, průkopník cytopatologie († 19. února 1962)
- 15. května – Maurice Feltin, arcibiskup pařížský, kardinál († 27. září 1975)
- 18. května – Walter Gropius, německý architekt († 5. července 1969)
- 20. května – Fajsal I., králem Velké Sýrie a Iráku († 8. září 1933)
- 23. května
  - Douglas Fairbanks, americký herec, režisér, scenárista a producent († 12. prosince 1939)
  - Gyula Szekfű, maďarský historik a publicista († 29. června 1955)
- 26. května – Peter Kürten, německý sériový vrah († 2. července 1931)
- 1. června – Alfred Amonn, rakouský ekonom († 2. listopadu 1962)
- 5. června – John Maynard Keynes, anglický ekonom († 21. dubna 1946)
- 10. června – Johannes Blaskowitz, německý nacistický generál († 5. února 1948)
- 24. června
  - Victor Franz Hess, rakouský fyzik, Nobelova cena za fyziku († 17. prosince 1964)
  - Jean Metzinger, francouzský malíř († 3. listopadu 1956)
- 25. června – Alexander Skutecký, slovenský architekt († 1944)
- 28. června
  - Pierre Laval, francouzský předseda vlády († 15. října 1945)
  - Joan Rivierová, britská psychoanalytička († 20. května 1962)
- 7. července – Albert Clément, francouzský automobilový závodník († 17. května 1907)
- 11. července – Walter Pach, historik umění, publicista († 27. listopadu 1958)
- 15. července – Louis Lavelle, francouzský filozof († 1. září 1951)
- 16. července – Charles Sheeler, americký malíř a fotograf († 7. května 1965)
- 18. července – Lev Kameněv, sovětský politik a spisovatel († 25. srpna 1936)
- 28. července – Angela Hitlerová, sestra Adolfa Hitlera († 30. října 1949)
- 29. července – Benito Mussolini, italský premiér, politik a diktátor († 28. dubna 1945)
- 31. července
  - Erich Heckel, německý expresionistický malíř († 27. ledna 1970)
  - Paul Kleinschmidt, německý malíř († 2. srpna 1949)
- 15. srpna – Ivan Meštrović, chorvatský sochař, architekt a spisovatel († 16. ledna 1962)
- 19. srpna
  - Coco Chanel, francouzská módní návrhářka († 10. ledna 1971)
  - Leonid Kulik, ruský mineralog († 24. dubna 1942)
- 25. srpna – Pierre-Georges Latécoère, francouzský podnikatel a průkopník letectví († 10. srpna 1943)
- 30. srpna – Theo van Doesburg, nizozemský malíř, spisovatel a architekt († 7. března 1931)
- 2. září
  - Alžběta Marie Rakouská, dcera korunního prince Rudolfa († 16. března 1963)
  - Rudolf Weigl, polský biolog († 11. srpna 1957)
- 4. září – Béla Czóbel, maďarský malíř († 30. ledna 1979)
- 5. září – Melvin Sheppard, americký atlet, olympijský vítěz († 4. ledna 1942)
- 6. září – Sofie Buxhoeveden, dvorní dáma carevny Alexandry Fjodorovny, spisovatelka († 26. listopadu 1956)
- 9. září – Franz Wacik, rakouský malíř († 15. září 1938)
- 14. září – Martin Dibelius, německý evangelický teolog († 11. listopadu 1947)
- 17. září
  - Martin Mičura, slovenský právník a politik († 31. května 1946)
  - William Carlos Williams, americký básník († 4. března 1963)
- 23. září – Grigorij Zinovjev, bolševický revolucionář, politik a jedna z obětí Stalinových čistek († 25. srpna 1936)
- 30. září – Šalva Eliava, gruzínský politik († 3. prosince 1937)
- 11. října – Edouard Chatton, francouzský biolog († 23. dubna 1947)
- 25. října
  - Nikolaj Krestinskij, bolševický revolucionář, sovětský politik a diplomat († 15. března 1938)
  - Alexandr Jegorov, sovětský armádní velitel a oběť Stalinských čistek († 22. února 1939)
- 26. října – Napoleon Hill, americký autor literatury věnované osobnímu úspěchu († 8. listopadu 1970)
- 27. října – Ivan Pregelj, slovinský spisovatel († 21. ledna 1960)
- 31. října
  - Marie Laurencin, francouzská malířka a básnířka († 8. června 1956)
  - Tony Wilding, australský tenista († 9. května 1915)
- 2. listopadu – Frico Kafenda, slovenský hudební skladatel († 3. září 1963)
- 3. listopadu – Ford Sterling, americký herec a režisér († 13. října 1939)
- 8. listopadu
  - Arnold Bax, anglický hudební skladatel a básník († 3. října 1953)
  - Charles Demuth, americký malíř († 23. října 1935)
- 12. listopadu – Stanisław Bułak-Bałachowicz, polský generál († 10. května 1940)
- 25. listopadu – Branko Lazarević, srbský literární kritik († 6. října 1968)
- 29. listopadu
  - Lev Michajlovič Galler, ruský a sovětský námořní velitel a admirál († 12. července 1950)
  - Max Horton, britský admirál, velitel Britů v bitvě o Atlantik († 30. července 1951)
- 1. prosince – Luigi Ganna, italský cyklista , první vítěz Giro d'Italia († 2. října 1957)
- 3. prosince – Anton Webern, rakouský skladatel a dirigent († 15. září 1945)
- 9. prosince – Joseph Pilates, německý tvůrce cvičení pilates († 9. října 1967)
- 9. prosince – Alexandros Papagos, řecký politik a polní maršál († 4. října 1955)
- 10. prosince
  - Giovanni Messe, italský maršál a politik († 18. prosince 1968)
  - Andrej Vyšinskij, sovětský právník, politik a diplomat († 22. listopadu 1954)
- 14. prosince – Morihei Uešiba, učitel bojových umění a zakladatel aikida († 26. dubna 1969)
- 16. prosince – Max Linder, francouzský herec-komik a režisér († 31. října 1925)
- 18. prosince – Raimu, francouzský herec a komik († 20. září 1946)
- 22. prosince – Edgard Varèse, francouzský hudební skladatel († 6. listopadu 1965)
- 25. prosince – Samuel Hugo Bergmann, izraelský filozof, zakladatel Židovské národní knihovny a rektor Hebrejské univerzity v Jeruzalémě († 18. června 1975)
- 26. prosince
  - Johann Paul Kremer, německý lékař, nacistický válečný zločinec († 8. ledna 1965)
  - Maurice Utrillo, francouzský malíř († 5. listopadu 1955)
- ? – Naftalij Aronovič Frenkel, sovětský čekista († 1960)
- ? – Si Čchia, čínský generál a ministr v Mandžukuu († 1950)
- ? – Charles Forster Willard, americký pilot a automobilový závodník († 1977)
- ? – Halide Edip Adıvar, turecká spisovatelka a politička († 9. ledna 1964)

## Úmrtí
Automatický abecedně řazený seznam existujících biografií viz Kategorie:Úmrtí v roce 1883

### Česko
- 17. ledna – Jozef Božetech Klemens, malíř, sochař, fotograf a vynálezce (* 8. března 1817)
- 27. ledna – Gustav Schmidt, profesor mechaniky, rektor Pražské polytechniky (* 16. září 1826)
- 15. února – Ferdinand Lehmann, poslanec Českého zemského sněmu, starosta Verneřic (* 5. května 1832)
- 23. února – Jan Valerián Jirsík, čtvrtý biskup českobudějovický (* 19. června 1798)
- 22. března – Helena Veverková-Winandová, divadelní herečka (* 9. února 1856)
- 24. března – Karel Drahotín Villani, šlechtic, politik, vlastenec a básník (* 28. ledna 1818)
- 27. března – Václav Vilém Trnobranský, obrozenecký básník a spisovatel (* 3. listopadu 1819)
- 30. března – Edmund Hartig, Nejvyšší maršálek Království českého (* 2. listopadu 1812)
- 5. dubna – Cyprián Lelek, katolický kněz a slezský buditel (* 20. října 1812)
- 9. dubna – Magdalena Hynková, herečka (* 8. března 1815)
- 12. dubna – Antonín Wildt, sochař (* 11. června 1830)
- 3. května – Jan Miloslav Haněl, lékař a národní buditel (* 23. prosince 1808)
- 22. května – Johann Anton Starck, poslanec rakouské říšské rady. (* 5. prosince 1808)
- 2. června – Charles Wehle, klavírista a hudební skladatel (* 17. března 1825)
- 9. června – František Špatný, lexikograf (* 8. března 1814)
- 20. června – Alois Vojtěch Šmilovský, spisovatel (* 24. ledna 1837)
- 27. června – Otakar Jedlička, lékař, novinář a spisovatel (* 22. prosince 1845)
- 4. července – Amalie Mánesová, malířka (* 21. ledna 1817)
- 9. srpna – Antonín Fink, právník a politik (* ? 1830)
- 16. září – Pavel Jehlička, pedagog (* 25. října 1826)
- 21. září – Antonín Čížek, právník a politik (* 22. března 1833)
- 15. října – Jan Stanislav Skrejšovský, novinář a politik (* 6. ledna 1831)
- 23. října – Karel Průcha, světící biskup arcidiecéze pražské (* 6. září 1818)
- 24. října – František Josef Görner, arciděkan v Horní Polici (* 1. ledna 1809)
- 14. listopadu – Moric Schöne, poslanec Českého zemského sněmu, starosta Tábora (* 25. února 1817)
- 15. listopadu – Josef Barák, novinář, básník a spisovatel (* 26. ledna 1833)
- 24. listopadu – František Neubauer, poslanec Českého zemského sněmu a Říšské rady, starosta Vlašimi (* 1818)
- 4. prosince – Čeněk Kotal, přírodovědec, redaktor časopisu Vesmír (* 4. dubna 1841)

### Svět

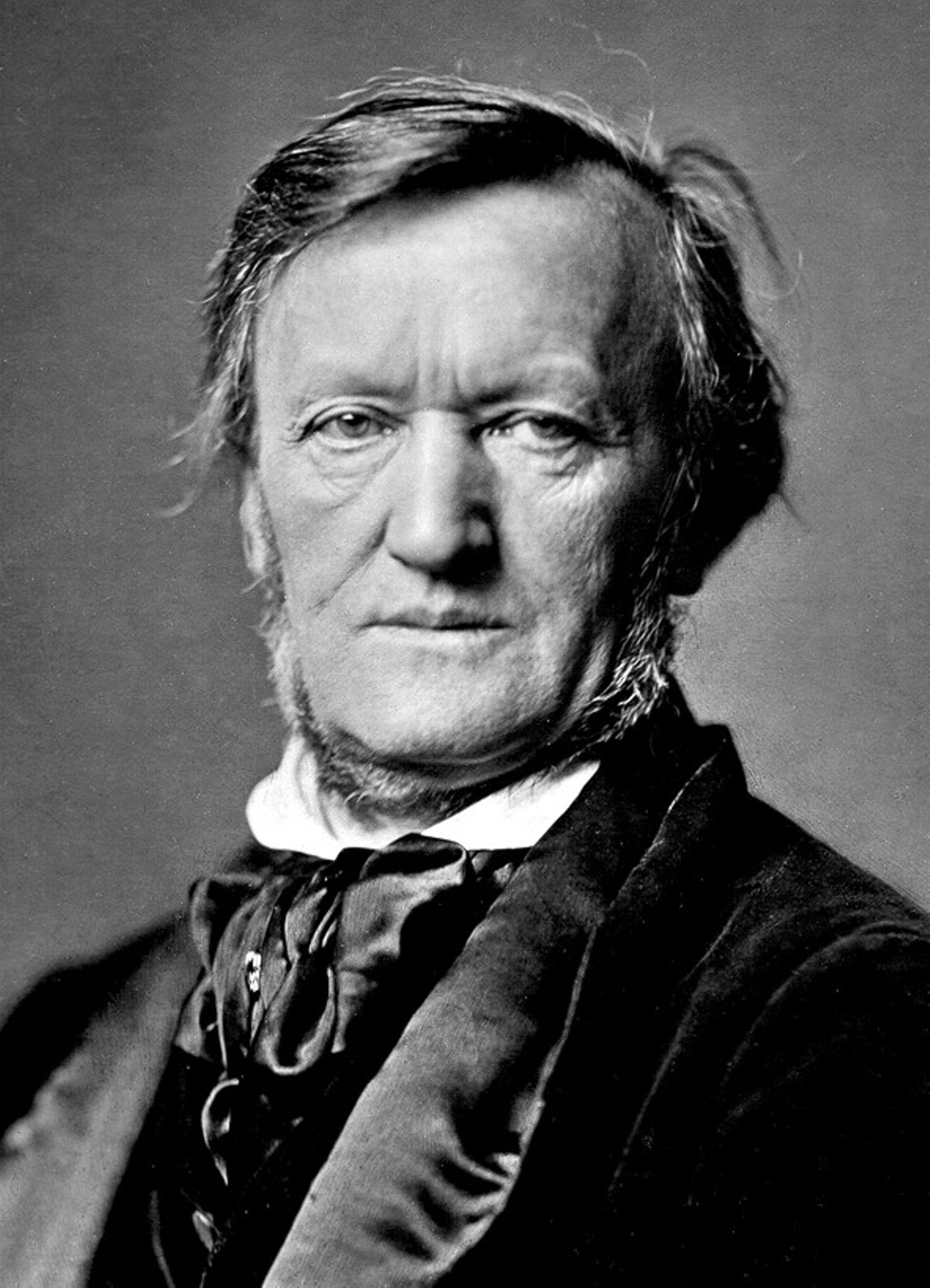
Richard Wagner († 13. února)

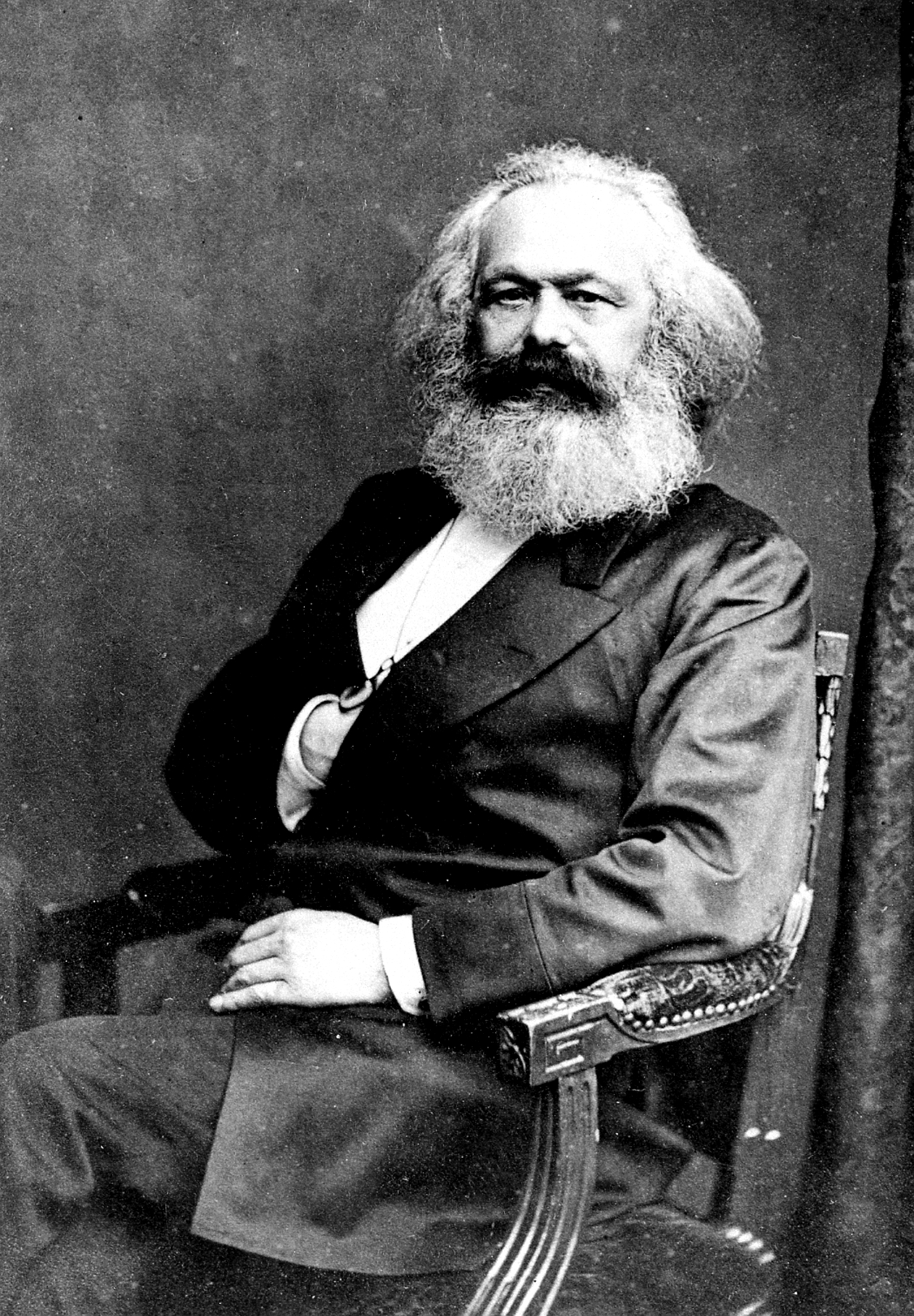
Karl Marx († 14. března)

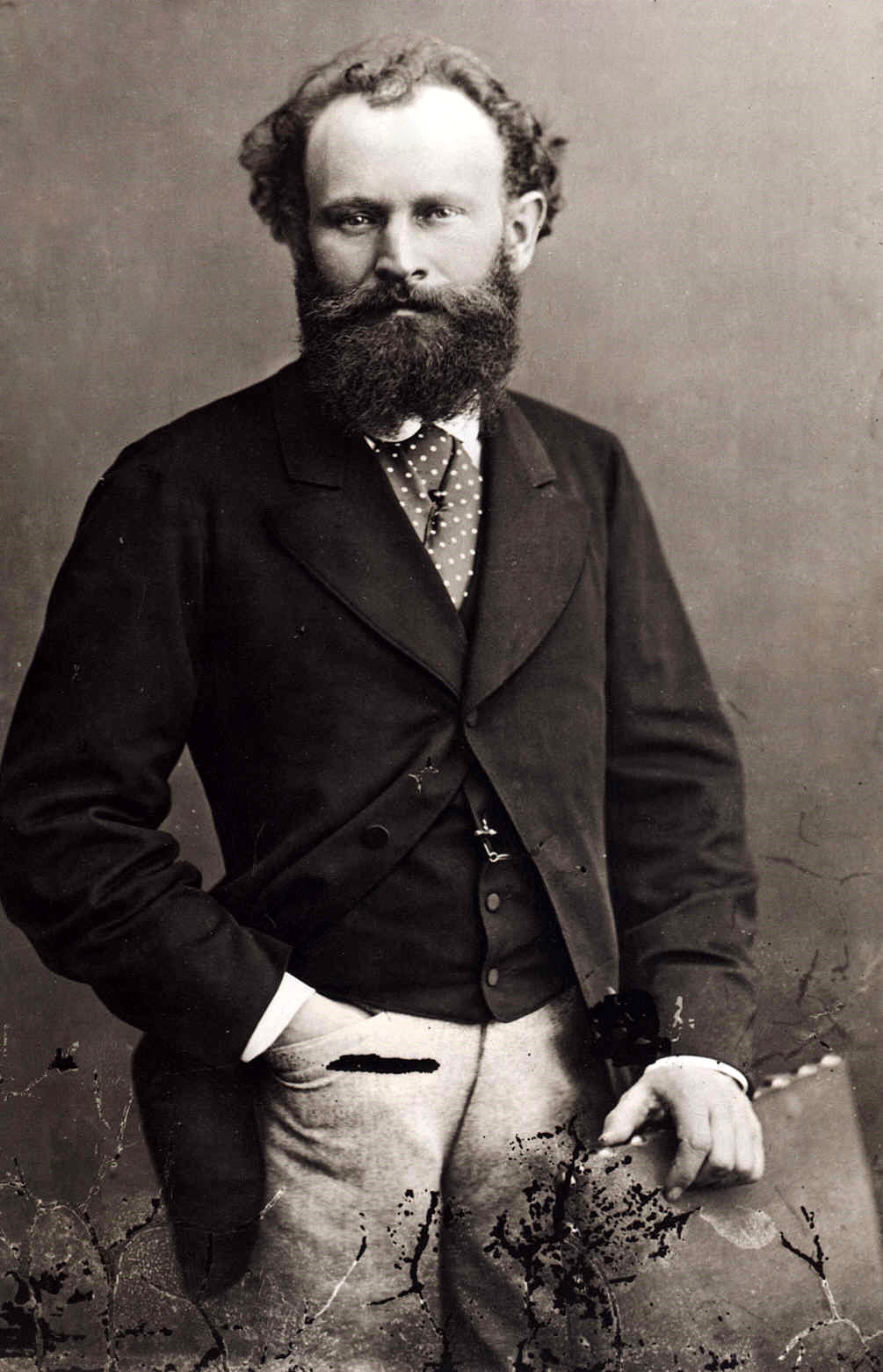
Édouard Manet († 30. dubna)

- 23. ledna – Gustave Doré, francouzský malíř a grafik (* 6. ledna 1832)
- 24. ledna – Friedrich von Flotow, německý operní skladatel (* 26. dubna 1812)
- 13. února – Richard Wagner, německý skladatel (* 22. května 1813)
- únor – Abdul Kerim, osmanský maršál (* 1809)
- 27. února – Leopold Abaffy, slovenský spisovatel (* 18. února 1827)
- 9. března – Arnold Toynbee, britský historik ekonom (* 23. srpna 1852)
- 11. března –  Alexandr Gorčakov, ruský diplomat, poslední kancléř Ruského impéria (* 15. června 1798)
- 14. března – Karl Marx, německý filozof (* 5. května 1818)
- 28. března – Lorenz Diefenbach, německý lexikograf (* 19. července 1806)
- 6. dubna – Paul Alexandre, francouzský botanik a mykolog (* 20. července 1838)
- 16. dubna – Karel II. Parmský, parmský vévoda a etrurský král (* 22. prosince 1799)
- 20. dubna – Wilhelm Peters, německý přírodovědec (* 22. dubna 1815)
- 28. dubna – John Russell, anglický kynolog (* 12. prosince 1795)
- 30. dubna – Édouard Manet, francouzský malíř (* 23. ledna 1832)
- 5. května – Eva Gonzalèsová, francouzská malířka (* 19. dubna 1847)
- 19. května – Samo Chalupka, slovenský spisovatel (* 27. února 1812)
- 23. května – Cyprian Kamil Norwid, polský básník a malíř (* 24. září 1821)
- 26. května – Abd al-Kádir, alžírský islámský učenec (* 6. září 1808)
- 29. května – Marianna Oranžská, princezna pruská (* 9. května 1810)
- 3. června – Adolf Dauthage, rakouský litograf (* 20. února 1825)
- 9. června – Filippo Pacini italský anatom, objevitel původce cholery (* 25. května 1812)
- 20. června
  - Gustave Aimard, francouzský spisovatel (* 13. září 1818)
  - James Frederick Bryan Wood, arcibiskup filadelfský (* 27. dubna 1813)
- 26. června – Edward Sabine, irský astronom (* 14. října 1788)
- 5. července – John Spencer-Churchill, 7. vévoda z Marlborough, britský státník a šlechtic (* 2. června 1822)
- 14. července – Heinrich Ferstel, rakouský architekt (* 7. července 1822)
- 20. července – Tomomi Iwakura, japonský státník (* 26. října 1825)
- 2. srpna – Pierre Auguste Cot, francouzský malíř (* 17. února 1837)
- 9. srpna – Robert Moffat, skotský kongregacionalistický misionář v Africe (* 21. prosince 1795)
- 10. srpna – Bernhard von Wüllerstorf, ministr obchodu Rakouského císařství (* 29. ledna 1816)
- 24. srpna – Jindřich, hrabě z Chambord, francouzský princ z dynastie Bourbonů (* 29. září 1820)
- 28. srpna – Oto Petzval, uherský matematik (* 6. ledna 1809)
- 3. září – Ivan Sergejevič Turgeněv, ruský spisovatel (* 9. listopadu 1818)
- 10. září – Hendrik Conscience, vlámský spisovatel (* 3. prosince 1812)
- 14. září – Ernst Bruno Johannes Popp, německý sochař, modelér porcelánu, keramik (* 8. března 1819)
- 24. září – Heinrich August Jäschke, misionář Jednoty bratrské a jazykovědec (* 24. května 1817)
- 5. října – Joachim Barrande, francouzský paleontolog činný v Čechách (†* 11. srpna 1799)
- 20. října – Ivan Ivanovič Martynov, ruský filolog a botanik (* 1771)
- 22. října – Thomas Mayne-Reid, americký spisovatel (* 4. dubna 1818)
- 27. října – Louis Breguet, francouzský hodinář, fyzik a vynálezce (* 22. prosince 1804)
- 13. listopadu – John Stringfellow, britský průkopník letectví (* 1799)
- 15. listopadu – John Lawrence LeConte, americký entomolog (* 13. května 1825)
- 26. listopadu – Sojourner Truth, afroamerická abolicionistka a bojovnice za ženská práva (* 1797)
- 1. prosince – Anton Gorjup, rakouský básník a politik slovinské národnosti (* 29. června 1812)
- 5. prosince – Jozef Danielak, slovenský kněz, filolog a publicista (* 15. listopadu 1856)
- 6. prosince – Heinrich Wydler, švýcarský botanik (* 24. dubna 1800)
- 13. prosince – Victor de Laprade, francouzský básník, spisovatel a politik (* 13. ledna 1812)
- 26. prosince – Giacomo Di Chirico, italský malíř (* 27. ledna 1844)
- 29. prosince – Francesco de Sanctis, italský politik, literární historik a kritik (* 28. března 1817)

## Hlavy států
- České království – František Josef I. (1848–1916)
- Papež – Lev XIII. (1878–1903)
- Království Velké Británie – Viktorie (1837–1901)
- Francie – Jules Grévy (1879–1887)
- Uherské království – František Josef I. (1848–1916)
- Rakouské císařství – František Josef I. (1848–1916)
- Rusko – Alexandr III. (1881–1894)
- Prusko – Vilém I. (1861–1888)
- Dánsko – Kristián IX. (1863–1906)
- Švédsko – Oskar II. (1872–1907)
- Belgie – Leopold II. Belgický (1865–1909)
- Nizozemsko – Vilém III. Nizozemský (1849–1890)
- Řecko – Jiří I. Řecký (1863–1913)
- Španělsko – Alfons XII. (1875–1885)
- Portugalsko – Ludvík I. Portugalský (1861–1889)
- Itálie – Umberto I. (1878–1900)
- Rumunsko – Karel I. Rumunský (1866–1881 kníže, 1881–1914 král)
- Bulharsko – Alexandr I. Bulharský (1879–1886)
- Osmanská říše – Abdulhamid II. (1876–1909)
- USA – Chester A. Arthur (1881–1885)
- Japonsko – Meidži (1867–1912)